# Lefteris Nikolaou-Alavanos
Lefteris Nikolaou-Alavanos é um político grego que actualmente actua como membro do Parlamento Europeu pelo Partido Comunista da Grécia.